# Alf Freeman (cầu thủ bóng đá, sinh năm 1904)
James Alfred Freeman (13 tháng 7 năm 1904 – 1966) là một cầu thủ bóng đá người Anh. Ông đầu quân cho 5 câu lạc bộ, nhưng chỉ được biết đến khi ra sân ở Football League cho Lincoln City, năm 1927.